# Trachyandra zebrina
Trachyandra zebrina är en grästrädsväxtart som först beskrevs av Rudolf Schlechter och Karl von Poellnitz, och fick sitt nu gällande namn av Anna Amelia Obermeyer. Trachyandra zebrina ingår i släktet Trachyandra och familjen grästrädsväxter. Inga underarter finns listade i Catalogue of Life.